# Concerto em Lisboa
Concerto em Lisboa è una raccolta dei grandi successi della cantante Mariza eseguiti dal vivo nel suo concerto tenutosi a Lisbona, nei giardini della Torre de Belém, nel settembre 2005, alla presenza di 25.000 spettatori.
Mariza era accompagnata dall'Sinfonietta de Lisboa, con la direzione di Jaques Morelenbaum.
Per il concerto Mariza aveva scelto con cura il materiale dai suoi tre album. Oltre al solito gruppo dei suoi musicisti si era unita l'Orchestra d'archi.

## Tracce

### CD
1. Loucura
2. Medo
3. Maria Lisboa
4. Montras
5. Há Uma Música Do Povo
6. Menino Do Bairro Negro
7. Meu Fado Meu
8. Duas Lágrimas De Orvalho
9. Cavaleiro Monge
10. Recusa
11. Há Palavras Que Nos Beijam
12. Feira De Castro
13. Desejos Vãos
14. Primavera
15. Chuva
16. Ó Gente Da Minha Terra

## Musicisti
- Mariza, voce
- Vasco Sousa, basso
- António Neto, chitarra acustica
- Luís Guerreiro, chitarra portoghese
- Sinfonietta de Lisboa